# FAIM2
FAIM2 (англ. Fas apoptotic inhibitory molecule 2) – білок, який кодується однойменним геном, розташованим у людей на 12-й хромосомі. Довжина поліпептидного ланцюга білка становить 316 амінокислот, а молекулярна маса — 35 110.
| 10         |  | 20         |  | 30         |  | 40         |  | 50         |
| ---------- |  | ---------- |  | ---------- |  | ---------- |  | ---------- |
| MTQGKLSVAN |  | KAPGTEGQQQ |  | VHGEKKEAPA |  | VPSAPPSYEE |  | ATSGEGMKAG |
| AFPPAPTAVP |  | LHPSWAYVDP |  | SSSSSYDNGF |  | PTGDHELFTT |  | FSWDDQKVRR |
| VFVRKVYTIL |  | LIQLLVTLAV |  | VALFTFCDPV |  | KDYVQANPGW |  | YWASYAVFFA |
| TYLTLACCSG |  | PRRHFPWNLI |  | LLTVFTLSMA |  | YLTGMLSSYY |  | NTTSVLLCLG |
| ITALVCLSVT |  | VFSFQTKFDF |  | TSCQGVLFVL |  | LMTLFFSGLI |  | LAILLPFQYV |
| PWLHAVYAAL |  | GAGVFTLFLA |  | LDTQLLMGNR |  | RHSLSPEEYI |  | FGALNIYLDI |
| IYIFTFFLQL |  | FGTNRE     |  |            |  |            |  |            |

A: Аланін

C: Цистеїн

D: Аспарагінова кислота

E: Глутамінова кислота

F: Фенілаланін

G: Гліцин

H: Гістидин

I: Ізолейцин

K: Лізин

L: Лейцин

M: Метіонін

N: Аспарагін

P: Пролін

Q: Глутамін

R: Аргінін

S: Серин

T: Треонін

V: Валін

W: Триптофан

Задіяний у таких біологічних процесах, як апоптоз, альтернативний сплайсинг. 
Локалізований у клітинній мембрані, мембрані, клітинних контактах, синапсах.